# Amanda (Ohio)
Amanda falu Fairfield megyében, Ohio államban, az Amerikai Egyesült Államokban.

## Demográfiai adatok
A 2000. évi népszámlálási adatok szerint lakónépessége 707 fő, a háztartások száma 256, és 203 család él a faluban. Amanda népsűrűsége 883,75 fő/km². Amandában 269 lakás van, km²-ként 336. A lakosság 98,59%-a fehér, 0,28%-a indián és 1,13%-a kettő vagy több rasszba tartozik. 
| Lakosok száma | 181  | 707  | 737  | 673  |
|               | 1850 | 2000 | 2010 | 2020 |